# Acatzingo de Hidalgo
Acatzingo de Hidalgo é uma cidade localizada no estado mexicano de Puebla. Está localizada à 50 km de distância da capital, Puebla de Zaragoza, e tem uma altitude de 2.140 metros acima do mar.

## História
O povoado foi fundado por indígenas nahuatlatos que, posteriormente, é conquistado pelos espanhóis. Esses, trouxeram os primeiros freis franciscanos, que chegaram à aquela localidade em 13 de maio de 1524.
Durante todo século XVI, diversos templos franciscanos foram erguidos naquele local, que agora era um dos tantos povoados ligados a coroa espanhola.
Já no século XIX, Acatzingo de Hidalgo foi palco de diversas batalhas, destacando-se dentre elas, a derrota dos realistas, em 1811. A tomada da vila pelos liberais, em 1859. E a invasão francesa, em 1862.

## Elevação
Em 1872, em cumprimento a um decreto do então governador Ignacio Romero Vargas, é elevado a categoria de vila de Acatzingo de Hidalgo, em homenagem ao patriarca da independência mexicana, padre Miguel Hidalgo y Costilla.
Em 1895, é elevado a categoria de município.